# Макаронок, Владимир Александрович
Владимир Александрович Макаронок (23 августа 1926 год, село Подвишанье) — заведующий свиноводческой фермой племзавода имени Дзержинского Копыльского района Минской области, Белорусская ССР. Герой Социалистического Труда (1971). Депутат Верховного Совета СССР 9-го созыва.

## Биография
Родился в 1926 году в крестьянской семье в селе Подвишанье. Участвовал в Великой Отечественной войне, которую закончил в Восточной Пруссии. После демобилизации в 1948 году возвратился в Белоруссию, где устроился на работу на свиноводческую ферму племзавода имени Дзержинского Копыльского района. До 1951 года работал бригадиром животноводов и в этом же году был назначен заведующим фермой. Выращивал свиней белорусской чёрно-пёстрой породы, которая заняла первое место на Всесоюзной выставке ВДНХ в Москвые. Окончил Смиловичский зоотехникум. По итогам семилетки (1959—1965) награждён в 1966 году Орденом «Знак Почёта».
В 1970 году свиноводческая ферма, которой руководил Владимир Макаронок, досрочно выполнила производственные задания. По итогам восьмой пятилетки (1966—1970) план по производству свинины был выполнен на 132,1 % и продажи молодняка — на 133 %. На ферме за годы пятилетки было выращено 21800 поросят и реализованного племенного молодняка 5000 голов. Указом Президиума Верховного Совета СССР от 8 апреля 1971 года за выдающиеся успехи, достигнутые в развитии сельскохозяйственного производства и выполнение восьмого пятилетнего плана продажи государству продукции земледелия и животноводства удостоен звания Героя Социалистического Труда с вручением ордена Ленина и золотой медали «Серп и Молот».
В 1974 году избирался депутатом Верховного Совета СССР 9-го созыва.

## Награды
- Орден Ленина — дважды (8.04.1971; 1973)
- Орден Красной Звезды — дважды
- Орден «Знак Почёта» (1966)